# Auberge de France (Il-Birgu)
Pour les articles homonymes, voir Auberge de France.
L’auberge de France (maltais : I Berġa tal-Franza) est une auberge hospitalière située à Il-Birgu à Malte. Elle a été construite pour abriter des chevaliers de l'ordre de Saint-Jean de Jérusalem originaires de la langue de France.

## Histoire
Quand l'ordre de Saint-Jean de Jérusalem prend possession de Malte en 1530, il installe le Collachium près de la mer, au bourg, alors que la ville principale est dans l'intérieur de l'île à Mdina.
L'auberge de France a été construite sur triq Hilda Tabone vers 1533 et intègre un bâtiment préexistant. Elle se situe à côté de l'auberge d'Auvergne et Provence et dans la même rue que l'auberge d'Aragon. Les premières modifications qui ont transformé le bâtiment d'origine en une auberge sont attribuées à Nicolò Flavari, architecte des Hospitaliers, qui les avait accompagnés dans leur errance après la chute de Rhodes. L'architecte qui avait déjà fait des croquis préliminaires pour une ville nouvelle sur la colline de Xiberras, Bartolomeo Genga, apporte des modifications majeures au bâtiment, y compris à la façade.
La langue de France s'installa dans une nouvelle auberge, vers 1571, construite dans la nouvelle capitale, La Valette. Mais, rapidement cette nouvelle auberge se révèle trop petite et la Langue conservera l'auberge d'Il-Birgu jusqu'en 1586. Le bâtiment a ensuite été vendu à des propriétaires privés pour apporter des fonds à l'Ordre.
Au début du XIXe siècle, l’ancienne auberge a été rachetée par la riche famille Vella et est connue sous le nom de Il-Palazz tal-Miljunarju (le palais du Millionnaire). De 1852 à 1918, le bâtiment sert d'école primaire. En 1921, le bâtiment est louée à Lorenzo Zammit Naro et transformée en fabrique de meubles. Zammit Naro installe une statue de Saint-Joseph, patron des menuisiers, au-dessus de la porte, mais celle-ci a été supprimée par la suite. En 1925, l'auberge est incluse sur la liste des antiquités, avec les autres auberges d'Il-Birgu.
En 1938, le chanoine Gian Mari Farrugia, doyen du chapitre de l'église Saint-Laurent, fervent partisan du patrimoine historique de Il-Birgu, invite sir Harry Luke, lui-même amoureux du patrimoine maltais, à visiter l’auberge de France. Sir Luke, impressionné par l'architecture de l'auberge, exhorte le gouvernement à l'acquérir mais le projet est abandonné pour cause de guerre.
Ladislav Lajcha, consultant culturel tchèque, est chargé de restaurer l'auberge en 1980 qui est alors transformée en musée d'histoire politique en 1981. Mais devant le peu de succès, le musée est fermé en 1987. En 1990, le plafond est en très mauvais état dû à de graves dommages causés par les eaux de pluie et le département des musées ne dispose pas des fonds nécessaires à sa restauration. L'auberge est conservée par le département des musées qui prévoit de la convertir en un musée de la langue maltaise qui n'a jamais été réalisé. Le bâtiment a par la suite été utilisé pour des événements culturels. Les possibilités d’utilisation par l’ambassade de France ou par l’Alliance française n'a pas de suite.
Le bâtiment a été classé monument national de grade 1 le 22 décembre 2009 et est inscrit à l'inventaire national du patrimoine culturel des îles maltaises,. L'auberge est transmise à Heritage Malta en 2010, avant d'être restaurée puis louée au Kunsill Lokali d'Il-Birgu en 2012. Le siège du conseil local est transféré à l'auberge, qui sert maintenant d'hôtel de ville,.

## Architecture
L'auberge de France est construite dans le style Melitan, basé sur l'architecture maltaise traditionnelle. Il s’agit d’un bâtiment R+1, de deux étages, dont les pièces sont construites autour d’une cour centrale. La façade est symétrique avec des fenêtres moulurées autour d'une porte encadrée de colonnes surmontées d'un entablement sur consoles.
Le hall d'entrée et la plupart des parties du bâtiment reçoivent la lumière naturelle de la cour intérieure. Le rez-de-chaussée est relié au hall supérieur par un escalier couvert. Au milieu du palier de l'escalier, il y a un lion de pierre sculpté. La salle principale à l'étage servait autrefois de salle de réunion de la langue.
Le sous-sol de l'auberge comprend des restes ou traces d'un bâtiment antérieur qui se trouvait auparavant sur le site.